# Eimmart (månekrater)
Eimmart er et nedslagskrater på Månen. Det befinder sig nær den øst-nordøstlige rand på Månens forside nordøst for Mare Crisium, og det er opkaldt efter den tyske astronom Georg C. Eimmart (1638 – 1705).
Navnet blev officielt tildelt af den Internationale Astronomiske Union (IAU) i 1935. 

## Omgivelser
Eimmartkrateret ligger med den nordlige og østlige ydre rand grænsende op til det snævre Mare Anguis. Nordvest for Eimmart ligger det mindre Delmottekrater og det fremtrædende Cleomedeskrater.

## Karakteristika
Kraterranden i Eimmart er lidt eroderet, særligt langs den syd-sydøstlige side, men det meste af kanten er intakt. Det lille krater "Eimmart A" ligger langs den østlige rand og dækker Eimmart med et tæppe af materiale med højere albedo, særlig syd og vest for. Kraterbunden er forholdsvis jævn og blot mærket af strålematerialet fra "Eimmart A".

## Satellitkratere
De kratere, som kaldes satellitter, er små kratere beliggende i eller nær hovedkrateret. Deres dannelse er sædvanligvis sket uafhængigt af dette, men de får samme navn som hovedkrateret med tilføjelse af et stort bogstav. På kort over Månen er det en konvention at identificere dem ved at placere dette bogstav på den side af satellitkraterets midte, som ligger nærmest hovedkrateret. Eimmartkrateret har følgende satellitkratere:
| Eimmart | Længde  | Bredde  | Diameter |
| ------- | ------- | ------- | -------- |
| A       | 24,0° N | 65,7° Ø | 7 km     |
| B       | 21,4° N | 66,5° Ø | 11 km    |
| C       | 22,4° N | 61,2° Ø | 24 km    |
| D       | 23,0° N | 69,1° Ø | 11 km    |
| F       | 23,3° N | 61,9° Ø | 8 km     |
| G       | 25,5° N | 64,8° Ø | 14 km    |
| H       | 22,1° N | 64,4° Ø | 16 km    |
| K       | 20,2° N | 67,6° Ø | 13 km    |

## Måneatlas
- Billeder af Eimmartkrateret i LPI-måneatlasset